# Rio Palma
Rio Palma är ett vattendrag i Brasilien.   Det ligger i delstaten Tocantins, i den centrala delen av landet, 400 km norr om huvudstaden Brasília.
Omgivningarna runt Rio Palma är huvudsakligen savann. Trakten runt Rio Palma är nära nog obefolkad, med mindre än två invånare per kvadratkilometer.